# Onciale 075
L'Onciale 075 (numerazione Gregory-Aland; "Οπ3" nella numerazione Soden), è un codice manoscritto onciale del Nuovo Testamento, in lingua greca, datato paleograficamente al X secolo.

## Descrizione
Il codice è composto da 152 spessi fogli di pergamena di 270 per 190 mm, contenenti il testo delle Lettere di Paolo con lacune. Il testo è scritto in una colonna per pagina e 31 linee per colonna.
Lacune
- Lettera ai Romani; Prima lettera ai Corinzi 1,1-15,28; Lettera agli Ebrei 11,38-13,25.[3]

### Critica testuale
Il testo del codice è rappresentativo del tipo testuale misto. Kurt Aland lo ha collocato nella Categoria III.

## Storia
Il codice è conservato alla Biblioteca nazionale greca (100, fol. 46-378) a Atene.